# 데이노콕쿠스 라디오두란스
데이노콕쿠스 라디오두란스 (Deinococcus radiodurans)는 극한환경에 생존하는 극한미생물의 한 종류로서 지구상 생명체 중 방사선에 대한 내성이 가장 높은 생물체이다 (D10 value = 10 kGy).
1956년 X-선 조사에 의해 살균된 고기 통조림에서 Arthur W. Anderson에 의해 처음으로 발견되었다. 데이노콕쿠스 라디오두란스는 1,5-3,5 μm 크기의 구형형태를 가지고 있으며 절대 호기성 미생물로서 전체적으로 붉은색을 띠고 있다. Gram positive 미생물이지만 S-layer를 비롯한 다양한 층으로 이루어진 독특한 세포막 구조를 이루고 있다. 포자를 형성하지 않고 운동성이 없는 비병원성 미생물로 토양, 분변, 담수, 사막 등 다양한 환경에서 발견되고 있으며 방사선 (감마선)뿐만 아니라 자외선 (UV), 건조 스트레스, 산화 스트레스에도 높은 저항성을 가지고 있다고 알려져 있다.

## 방사선 저항성 기작
1956년 발견된 이래로 데이노콕쿠스 라디오두란스의 방사선 저항성 기작에 대한 많은 연구가 이루어졌다. 데이노콕쿠스 라디오두란스는 방사선 조사에 의하여 손상된 DNA를 복구하는 우수한 DNA 손상 복구 시스템, 생체 단백질의 산화를 방어하는 다양한 항산화 시스템, 단단하게 뭉쳐있는 독특한 DNA 구조 등이 방사선 저항성에 관여하는 것으로 알려져 있다. 라디오두란스의 경우 방사선에 의하여 조각난 DNA들이 세포질내로 흩어지지 않고 한 곳에 모여 있어 DNA 손상 복구 효율을 높이고, 활성산소 제거 단백질이나 항산화 물질 등이 단백질을 방사선으로부터 보호하여 DNA 손상 복구 단백질들이 단 시간 내에 조각난 DNA를 유전자 변이 없이 원래 상태로 복원하게 된다. 이 밖에도 세포내 망간의 함량이 높을수록 방사선에 의한 손상을 방지한다는 연구결과가 발표되었으며 최근 들어 방사선으로 인한 단백질의 산화 손상을 방지하는 핵심 항산화 물질로 알려진 망간-펩타이드 복합체(Mn-peptide complex)의 기능 및 단백질 보호제로서 활용하기 위한 연구가 관심을 끌고 있다.
데이노콕쿠스 라디오두란스의 전체 유전체 염기서열은 미국 게놈 연구소 (The Institute of Genome Research, TIGR)에 의해 1999년 발표되었다. 전체 길이는 약 3.629 Mbp이며 3,238개의 유전자를 가지고 있는 것으로 알려졌다. 크게 2개의 Chromosome 과 2개의 Plasmid로 이루어져 있으나 성장주기에 따라 다수의 유전체 복사본을 가지고 생장한다.

## 방사선 저항성 미생물 연구 현황
데이노콕쿠스 라디오두란스는 방사선에 대한 저항성이 높아 미국 에너지부(DOE) 지원 하에 방사성 물질로 오염된 토양 등에서 중금속을 제거하는 환경정화 균주로 개발된 적이 있으며 최근에(2017년) 이 균주를 활용하여 방사성 폐기물을 제거할 수 있는 가능성이 한국원자력연구원 연구진에 의하여 제시되었다. 또한, 데이노콕쿠스 균주를 활용한 나노 입자 생성기술에 대한 연구도 진행되고 있다.
우주생물학 (Astrobiology) 분야에서는 생물체의 우주환경 적응 연구를 위하여 데이노콕쿠스 라디오두란스를 모델 균주로 활용하고 있다. 2000년에는 미항공우주국 (NASA)과 메릴랜드 대학 생물공학연구소 (UMBI)를 중심으로 데이노콕쿠스 라디오두란스를 로켓에 실어 우주환경에서 생존함을 확인한 바 있으며 최근 2015년에는 일본우주항공연구개발기구 (JAXA)을 중심으로 데이노콕쿠스 라디오두란스를 이용하여 우주환경 노출 실험을 우주정거장 (ISS)에서 진행한바 있다.
소재활용 분야에서는 외부 환경 스트레스에 높은 방어능력을 가진 데이노콕쿠스로부터 기능성 소재를 찾는 연구가 지속적으로 이루어지고 있다. 일반적으로 데이노콕쿠스는 카로테노이드 계열의 색소를 생산하는 미생물로 특히 라디오두란스가 생산하는 카로테노이드인 데이노잔틴(deinoxanthin)은 높은 항산화 능력을 가지고 있다고 알려져 있다. 현재 프랑스의 데이노브(DEINOVE)社는 데이노콕쿠스와 같은 방사선 (UV) 저항성 미생물로부터 다양한 기능성 바이오 소재를 탐색하고 있다.